# Zemianske Podhradie
Zemianske Podhradie este o comună slovacă, aflată în districtul Nové Mesto nad Váhom din regiunea Trenčín. Localitatea se află la altitudinea de 244 m deasupra n.m., se întinde pe o suprafață de 8,23 km2 și în 2017 număra 772 de locuitori.

## Istoric
Localitatea Zemianske Podhradie este atestată documentar din 1397.

## Demografie
| An:                | 1994 | 2004   | 2014   | 2024   |
| ------------------ | ---- | ------ | ------ | ------ |
| Număr de persoane: | 801  | 783    | 773    | 769    |
| Diferență:         |      | −2,24% | −1,27% | −0,51% |

| An:                | 2023 | 2024   |
| ------------------ | ---- | ------ |
| Număr de persoane: | 767  | 769    |
| Diferență:         |      | +0,26% |